# Rudolf Hasse
Rudolf Hasse Stuck (Mittweida, 30 maggio 1906 – Makiïvka, 12 agosto 1942) è stato un pilota automobilistico tedesco.
Noto per aver vinto il Gran Premio del Belgio del 1937 per esservi giunto secondo nel 1939 con Auto Union, morì nel 1942 mentre prestava servizio come soldato sul fronte russo durante la seconda guerra mondialein un ospedale militare a Makiivka in Ucraina, a causa della shigellosi per le ferite riportate in battaglia all'età di 36 anni.

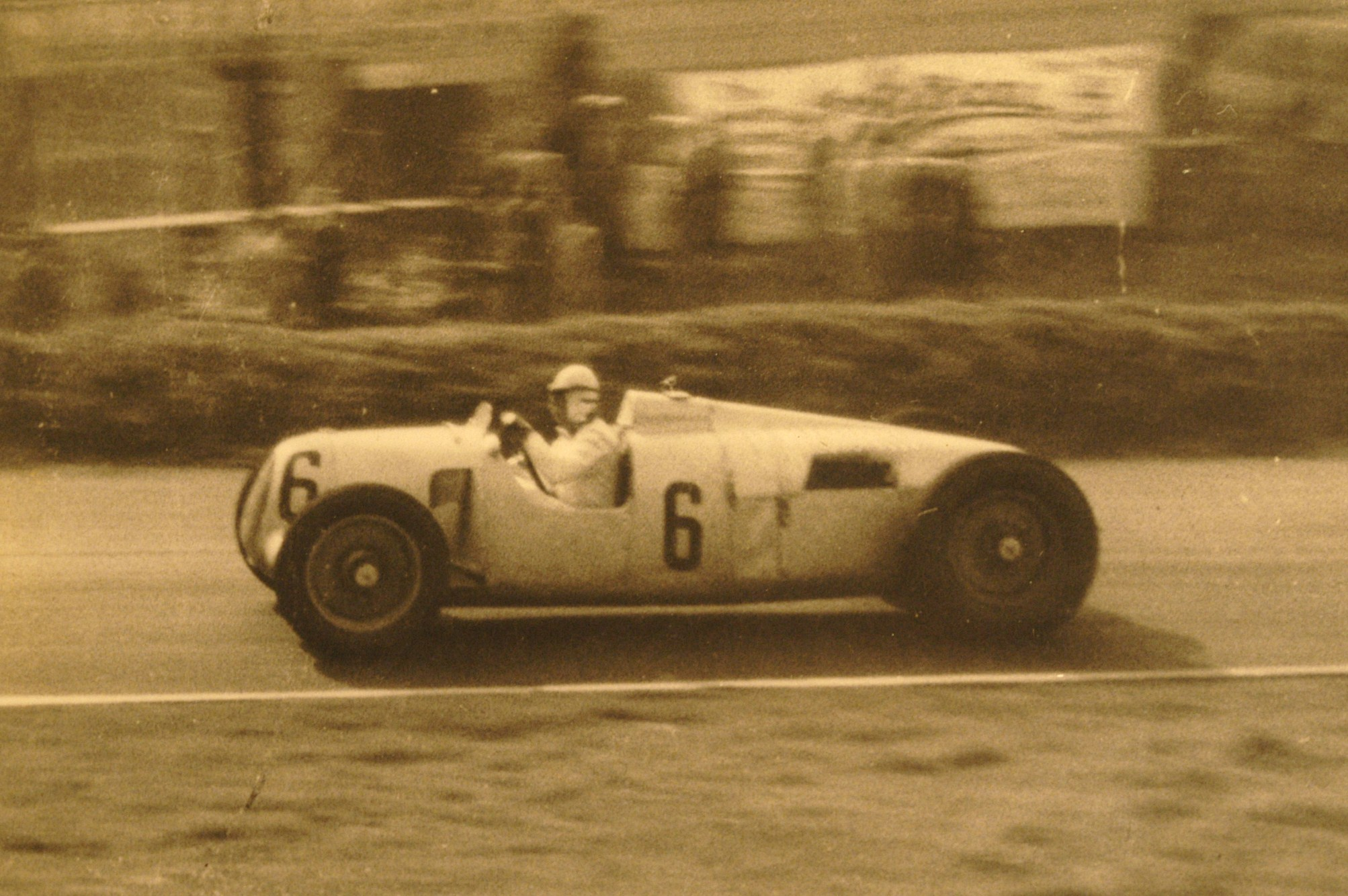
Hasse su Auto Union Type C a Donington nel 1937

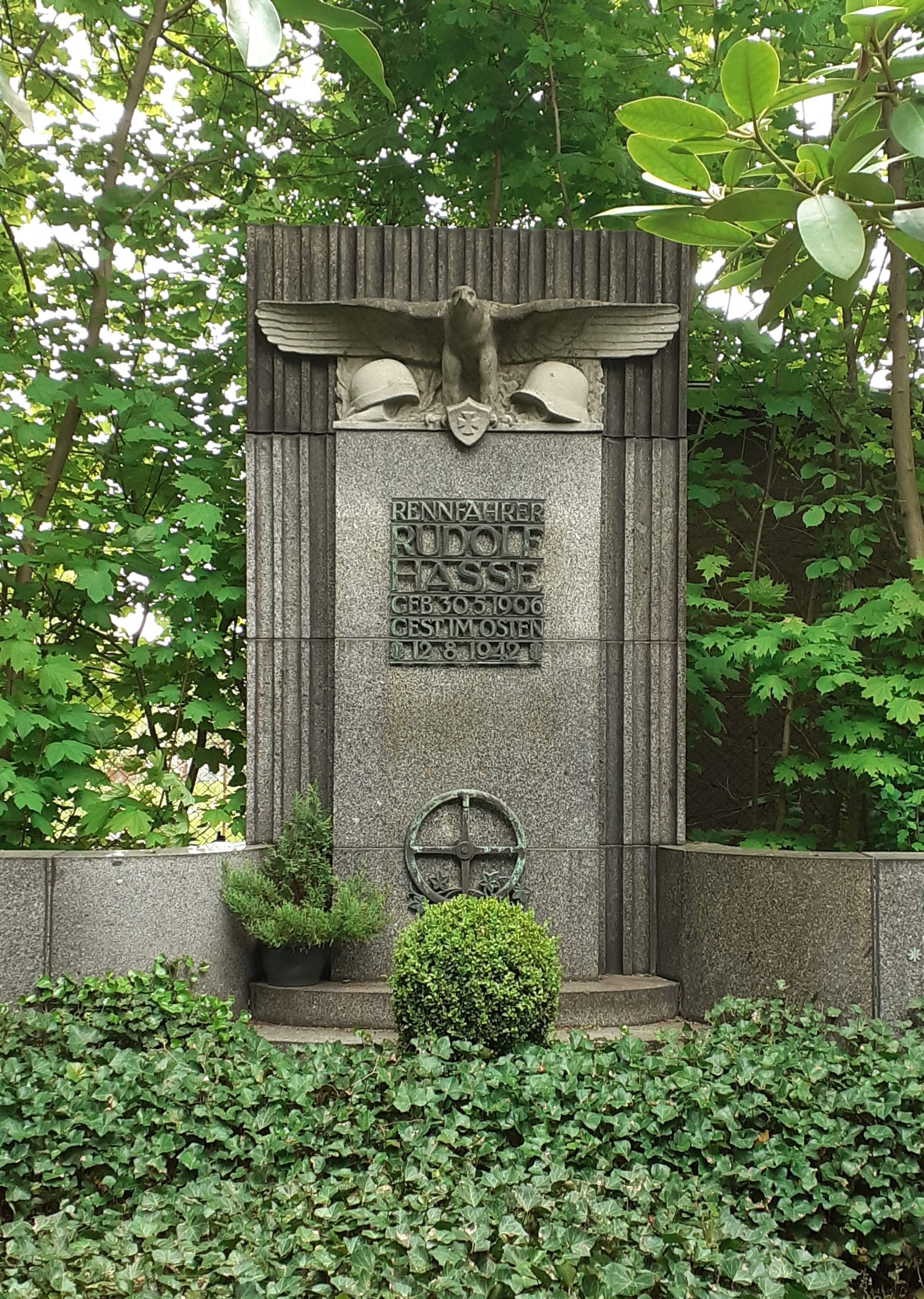
Memoriale dedicato ad Hasse